# Blackpink 2019-2020 World Tour In Your Area-Tokyo Dome
Blackpink 2019-2020 World Tour In Your Area-Tokyo Dome (được viết cách điệu bằng cách in hoa hết) là album trực tiếp thứ ba của nhóm nhạc nữ Hàn Quốc Blackpink được phát hành vào ngày 6 tháng 5 năm 2020.

## Bối cảnh
Blackpink 2019 World Tour in Your Area là tour diễn vòng quanh thế giới đầu tiên của BlackPink được bắt đầu vào ngày 10 tháng 11 năm 2018 tại Seoul và kết thúc vào ngày 22 tháng 2 năm 2020 tại Fukuoka, Nhật Bản. Nhóm đã tổ chức tổng cộng 36 buổi concert với 6 chặng diễn đi qua 4 châu lục, 18 đất nước 27 thành phố. Album video này chứa màn trình diễn trực tiếp của nhóm tại Tokyo Dome, Nhật Bản vào ngày 4 tháng 12 năm 2020 với sự tham dự của 50,369 người hâm mộ. Album này bao gồm các bài hát như "Boombayah", "Whistle", "Playing with Fire", "As If It's Your Last", "Ddu-Du Ddu-Du", "Solo", "Kill This Love".

## Danh sách bài hát
Danh sách này được trích từ Apple Music.
| BLACKPINK 2019-2020 WORLD TOUR IN YOUR AREA-TOKYO DOME (Live) | BLACKPINK 2019-2020 WORLD TOUR IN YOUR AREA-TOKYO DOME (Live) | BLACKPINK 2019-2020 WORLD TOUR IN YOUR AREA-TOKYO DOME (Live) |
| STT                                                           | Nhan đề                                                       | Thời lượng                                                    |
| ------------------------------------------------------------- | ------------------------------------------------------------- | ------------------------------------------------------------- |
| 1.                                                            | "Ddu-Du Ddu-Du"                                               | 3:27                                                          |
| 2.                                                            | "Forever Young (JP ver.)"                                     | 4:15                                                          |
| 3.                                                            | "Stay (Remix/JP ver.))"                                       | 3:44                                                          |
| 4.                                                            | "Whistle (JP ver.)"                                           | 3:34                                                          |
| 5.                                                            | "Kill This Love (JP ver.)"                                    | 3:24                                                          |
| 6.                                                            | "Don't Know What to Do (JP ver.)"                             | 3:23                                                          |
| 7.                                                            | "Really (JP ver.)"                                            | 3:26                                                          |
| 8.                                                            | "See U Later (JP ver.)"                                       | 3:15                                                          |
| 9.                                                            | "Playing with Fire (JP ver.)"                                 | 3:17                                                          |
| 10.                                                           | "Kick It"                                                     | 3:13                                                          |
| 11.                                                           | "Boombayah (JP ver.)"                                         | 4:03                                                          |
| 12.                                                           | "As If It's Your Last (JP ver.)"                              | 3:43                                                          |
| Tổng thời lượng:                                              | Tổng thời lượng:                                              | 43:00                                                         |